# Eligmodonta dimorpha
Eligmodonta dimorpha är en fjärilsart som beskrevs av Rudolf Rangnow 1935. Eligmodonta dimorpha ingår i släktet Eligmodonta och familjen tandspinnare. Inga underarter finns listade i Catalogue of Life.